# Walter Monson
Walter Monson   (Winnipeg, 29 de novembre de 1909 - Winnipeg, 9 de gener de 1988) va ser un jugador d'hoquei sobre gel canadenc que va competir durant les dècades de 1920 i 1930.
El 1932 va prendre part en els Jocs Olímpics de Lake Placid, on guanyà la medalla d'or en la competició d'hoquei sobre gel.
Posteriorment, entre 1936 i 1940, va emigrar al Regne Unit, on va jugar com a professional amb els Harringay Racers. A la fi de la Segona Guerra Mundial va tornar al Canadà, on exercí d'entrenador. El 1955 fou inclòs al British Ice Hockey Hall of Fame i més tard al Manitoba Hockey Hall of Fame.